# Вангельнштедт
Вангельнштедт (нем. Wangelnstedt) — община в Германии, в земле Нижняя Саксония.
Входит в состав района Хольцминден. Подчиняется управлению Штадтольдендорф. Население составляет 634 человека (на 31 декабря 2010 года). Занимает площадь 15,15 км².
| Год  | Население |
| ---- | --------- |
| 1990 | 682       |
| 1995 | 736       |
| 2000 | 701       |
| 2005 | 667       |
| 2010 | 646       |